# Mohammad Kāzem Chorāsāni

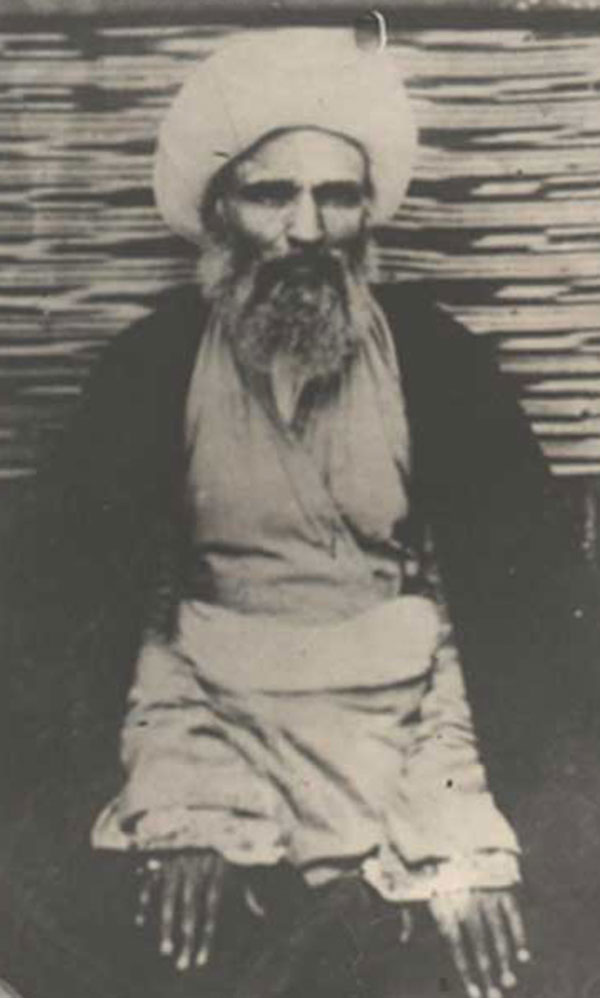
Mohammad Kāzem Chorāsānī

Mohammad Kāzem Chorāsāni (persisch محمدکاظم خراسانی, DMG Moḥammad Kāẓem Ḫorāsānī geb. 1839 in Maschhad; gest. 12. Dezember 1911 in Nadschaf), bekannt als Āchund Chorāsāni, war ein schiitischer Mudschtahid und politischer Aktivist aus Persien, der die meiste Zeit seines Lebens im Irak verbrachte und zu den wichtigsten Unterstützern der Iranischen Konstitutionellen Revolution (1905–1911) aus dem Kreise der schiitischen Geistlichkeit gehörte. Nach seinem Tod im Jahre 1911 erlebte die konstitutionalistische Bewegung innerhalb des schiitischen Klerus einen Niedergang.

## Ausbildung und Gelehrtenkarriere
Mohammad Kāzem war der vierte und jüngste Sohn von Mollā Hoseyn, einem Wanderprediger aus Herat, der sich schließlich in Maschhad ansiedelte. Hier wurde Mohammad Kāzem geboren und erhielt seine frühe Ausbildung. 1860 ging er für eine Zeit nach Sabzawār, wo er bei Mollā Hāddschi Hādi Sabzawāri (gest. 1878) islamische Philosophie studierte. 1861 setzte er sein Studium für sechs Monate bei Mollā Hoseyn Cho'i an der Madrase-ye Sadr in Teheran fort. Im Mai 1862 zog er in die heilige Stadt Nadschaf, wo er den Rest seines Lebens verbringen sollte. Zunächst besuchte er den Unterricht von Mortaza Ansari. Nach dessen Tod im Jahre 1864 studierte er über zehn Jahre bei Mohammad Hasan Schirazi (gest. 1895) Fiqh und Usūl al-fiqh.
Als Schirāzi 1874 nach Samarra umsiedelte, verblieb Chorāsāni als dessen Stellvertreter in Nadschaf zurück und konnte einen eigenen Schülerkreis aufbauen. Nach Schirāzis Tod im Jahre 1894 verlor Samarra als Gelehrtenzentrum an Bedeutung, und Chorāsāni wurde als einer der wichtigsten Gelehrten betrachtet. Chorāsāni erwies sich als ein einfallsreicher Lehrer, hielt seine täglichen Vorlesungen über Usūl al-fiqh vor mehr als tausend Schülern aus verschiedenen Regionen der islamischen Welt und bildete 120 von ihnen zu Mudschtahids aus. Nach dem Tod von Muhammad Fādel Scharabiyāni im Jahre 1904 wurde Chorāsāni als der einzige Mardschaʿ at-taqlīd betrachtet. Zu seinen zahlreichen Schülern gehörte unter anderem auch Hossein Borudscherdi.
Chorāsāni hatte im Irak auch deswegen eine machtvolle Stellung, weil er Transferzahlungen aus dem sogenannten Oudh Bequest bezog, einer Stiftung, die der König von Oudh im Jahre 1825 gegründet hatte, um bedürftige Schiiten in Nadschaf und Kerbela zu unterstützen. Die Übermittlung des Geldes in den Irak erfolgte dabei durch die Briten, die vor Ort schiitische ʿUlamā' mit der Verteilung beauftragten. Mit dem Geld, das ihm zur Verfügung stand, gründete Chorāsānī im Irak drei religiöse und verschiedene weltliche Schulen.

## Politische Aktivitäten
Chorāsāni begann schon früh mit politischen Aktivitäten. Als 1898 im Iran eine „Islamische Firma“ zur Herstellung von und zum Handel mit Textilien gegründet wurde, erklärte er es zu Pflicht aller Muslime, in ausländischen Fabriken hergestellte Kleidung zu boykottieren und im Inland hergestellte Kleidung zu tragen. Ab 1906 unterstützte Chorāsānī die Konstitutionelle Revolution im Iran. Zusammen mit zwei anderen hochrangigen Mudschtahids, Mirzā Hoseyn Tehrāni and Scheich ʿAbdallāh Māzandarānī, veröffentlichte er zahlreiche Fatwas und Manifeste und sandte Telegramme an Stammeschefs, politische Führer im Iran sowie an Staatsmänner in England, Frankreich, Deutschland und in der Türkei, in denen er zur Unterstützung des Verfassungsprozesses aufforderte. Als Mohammed Ali Schah 1907 den iranischen Thron bestieg, sandte ihm Chorāsāni eine zehn Punkte umfassende Direktive, die unter anderem die Anweisungen enthielt, den Islam zu schützen, Industrie und moderne Wissenschaft zu fördern, der Intervention ausländischer Mächte bei Wahrung diplomatischer Beziehungen ein Ende zu setzen und Gerechtigkeit und Gleichheit durchzusetzen. Die schiitische Geistlichkeit in Nadschaf spaltete sich während des Jahres 1907 in zwei Lager, die von Chorāsāni angeführte konstitutionalistische Fraktion, maschrūta genannt, und die von Kāzem Yazdi angeführte absolutistische Fraktion, mustabidda genannt, die den Verfassungsprozess bekämpfte.

### Kampf gegen die „kleine Tyrannei“

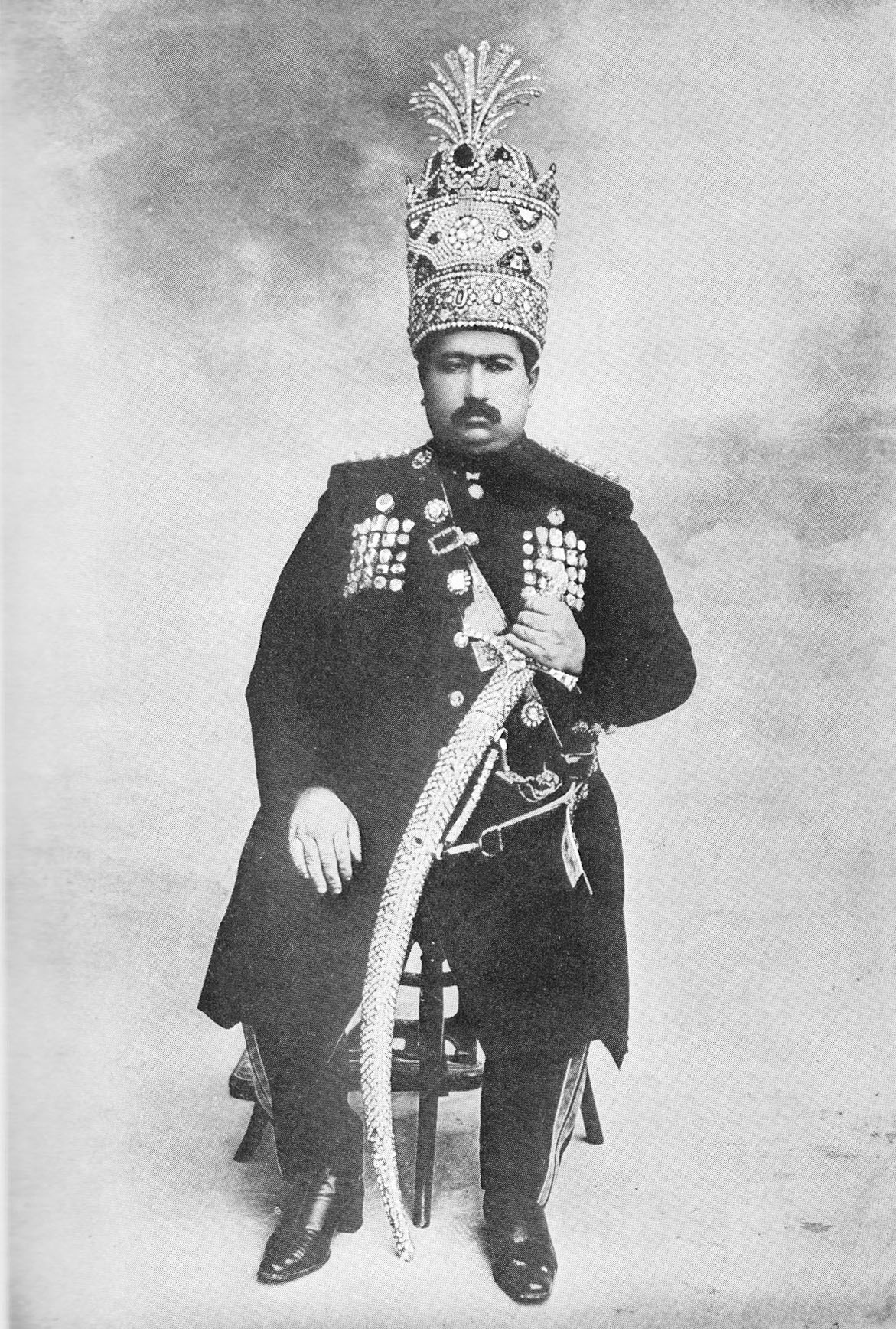
Mohammed Ali Schah, der von Juni 1908 bis Juli 1909 autokratisch regierte.

Mit der Beschießung des Parlaments durch die persische Kosakenbrigade im Juni 1908 und der Exekutierung mehrerer Konstitutionalisten begann im Iran die Zeit der „kleinen Tyrannei“ (estebdād-e ṣaġīr), in der Mohammad Ali Schah ohne Parlament autokratisch regierte. Chorāsāni intensivierte in dieser Zeit sein Engagement für die konstitutionalistische Bewegung. Dies hatte auch mit dem Erfolg der Jungtürkischen Revolution und der Wiedereinsetzung der Osmanischen Verfassung im Juli 1908 zu tun. Chorāsāni begrüßte diese Revolution ausdrücklich und sandte Sultan Abdülhamid II. ein Telegramm, in dem er die Notwendigkeit der Durchsetzung der Verfassung betonte. Im August unternahm er einen Versuch, britische Unterstützung für die Verfassungsrevolution im Iran zu gewinnen, erhielt jedoch von den Briten, die sich im Vertrag von Sankt Petersburg (1907) mit Russland auf eine Aufteilung Persiens in Interessensphären geeinigt hatten, eine Abfuhr. Im September wandte er sich mit Telegrammen an Abdülhamid und bat ihn, den Persern dabei zu helfen, sich von Mohammed Ali Schah zu befreien. Im Oktober beschwerte er sich zusammen mit seinen beiden Kollegen bei dem französischen Gesandten in Bagdad über Mohammed Alis Schahs Vorgehensweise. Im Dezember sandte er zusammen mit Māzandarāni einen Brief an die muslimischen Glaubensbrüder in Kaukasien, Tiflis, Batumi und anderen Gebieten, sich mit den Revolutionären von Täbris zu vereinigen, um dem Despotismus der Kadscharen ein Ende zu machen. Zusammen mit anderen Gelehrten erklärte er in einem Fatwa, dass Gehorsam gegenüber dem Schah und die Zahlung von Steuern an ihn gegen den Islam verstießen. Gleichzeitig erklärte er den Kleriker Fazlollah Nuri, der Mohammad Alis Regime unterstützte und die Konstitutionalisten angegriffen hatte, für ungläubig.
Ein Gefährte Chorāsānis, Mīrzā Muhammad Husain Nā'īnī (1860–1936), veröffentlichte im März/April 1909 seinen bekannten staatsrechtlichen Traktat mit dem Titel Tanbīh al-Umma wa-tanzīh al-milla fī wuǧūb al-mašrūṭa („Mahnung der Umma und Erhöhung der Gemeinde hinsichtlich der Notwendigkeit der Verfassung“), in dem er nachzuweisen versuchte, dass die Forderung nach einer Verfassung mit der Scharia im Einklang steht. Chorāsāni begrüßte das Erscheinen dieser Schrift mit einer Widmung. Gleichzeitig kämpfte er auch gegen die restaurativen Tendenzen im Osmanischen Reich. Als im April Abdülhamid II. einen Aufstand konservativer Soldaten unterstützte, der die jungtürkische Regierung zu stürzen versuchte, drohte Chorāsānī dem Sultan in einem Brief damit, ihn für abgesetzt zu erklären.
Wenige Wochen später verschoben sich im Iran die Machtverhältnisse zugunsten der Konstitutionalisten. Als diese auf Teheran marschierten und das von russischen Truppen unterstützte Schah-Regime bedrohten, sandten die beiden Großmächte England und Russland eine Erklärung an Chorāsāni und forderten ihn auf, seinen politischen Aktivismus zu beenden und die verschiedenen politischen Parteien im Iran zur Mäßigung aufzurufen. Der Schah versprach im Gegenzug in einem Telegramm, die Verfassung wiedereinzusetzen. Chorāsāni glaubte diesen Versprechungen jedoch nicht und gab eine Erklärung ab, in der er konkretere Zusagen forderte. Um den Konstitutionalisten möglichst effektive Unterstützung gegen den Schah und seine russischen Unterstützer zu geben, brach er im Juli mit einer großen Anzahl von Gelehrten zu einem Protestmarsch nach Kerbela auf. Am 13. Juli sandte er eine Delegation von vier schiitischen Geistlichen, unter denen sich auch sein Sohn befand, zum britischen Generalkonsul in Bagdad, um dort gegen die russische Präsenz im Iran zu protestieren und die Briten um Unterstützung für die Konstitutionalisten zu bitten. Als die Gelehrten am 15. Juli hörten, dass die konstitutionalistischen Kräfte Teheran eingenommen hatten, brachen sie ihren Marsch ab.

### Nach der Errichtung der konstitutionellen Monarchie
Auch nach der Exilierung von Mohammad Ali Schah und der Einsetzung seines noch minderjährigen Sohnes Ahmad Schah Kadschar mischte sich Chorāsāni noch mehrfach mit Telegrammen in die iranische Politik ein. Grund dafür war vor allem seine Missbilligung der säkularistisch ausgerichteten Politik des neuen Parlaments. So sandte er zum Beispiel im Juni 1910 zusammen mit Māzandarāni einen Brief an Premierminister Abolqasem Naser al Molk, in dem er sich über die Arbeit des iranischen Parlament beschwerte.
Seine Verlautbarungen der nachfolgenden Zeit hatten stärker panislamischen Charakter. So veröffentlichte er im Dezember 1910  zusammen mit anderen schiitischen Gelehrten des Irak ein Manifest, in dem er die persische Nation aufforderte, das Osmanische Reich zu unterstützen. Nach der italienischen Invasion Libyens im Jahre 1911 rief er einen Dschihad gegen Italien aus. Als nach der anglo-russischen Invasion des Iran im gleichen Jahr der Schah seinen Thron wiederzuerlangen versuchte, fasste Chorāsāni den Entschluss, nach Persien zu reisen, um dort die Massen gegen die Russen zu mobilisieren. Doch bevor er diesen Plan verwirklichen konnte, starb er überraschend am 20. Dhū l-Hiddscha 1329 (= 12. Dezember 1911) in seinem Haus in Nadschaf. Es gab Gerüchte, dass anglo-russische Elemente oder der Gouverneur von Nadschaf an seinem Tod beteiligt waren.

## Werke
Chorāsāni verfasste mehrere arabische Werke, von denen das wichtigste sein 1885 veröffentlichtes zweibändiges Handbuch Kifāyat al-uṣūl zur islamischen Rechtstheorie ist. Es wird bis heute auf der letzten Stufe des Studiums der schiitischen Madrasas verwendet und ist sehr häufig kommentiert worden. Außerdem erstellte er einen Kommentar zu dem Werk Farāʾid al-uṣūl seines Lehrers Mortazā Ansārī mit dem Titel Durar al-fawāʾid fī šarḥ al-Farāʾid.